# Castello Oldofredi
Il castello di Iseo o castello Oldofredi prende il nome dall'omonima famiglia di Iseo, anche se non esistono documenti che ne attestino la proprietà.

## Storia e descrizione
Posizionato su un'emergenza rocciosa a meridione del centro storico, risulta esistente già nel IX-X secolo come proprietà del monastero bresciano di Santa Giulia.
La struttura è a pianta quadrata di circa 10 metri per lato, di cui la parte più antica risulta essere il mastio posizionata nell'ala meridionale.
Nel 1161 (o 1162) subì una devastazione ordinata da Federico Barbarossa, successivamente venne ricostruito e munito di quattro torri ai lati e un fossato scavato nella roccia.
Ulteriori attacchi al castello si registrarono nel XV secolo, per mano di Francesco Bussone e Niccolò Piccinino.
Le porte d'accesso, a sesto acuto, erano rivolte a nord e a sud e nelle chiavi di volta era riportato lo stemma veronese dei Della Scala.
A partire dall'inizio Quattrocento, con l'estensione del dominio della Repubblica di Venezia sul Bresciano, la fortificazione perse la sua importanza militare. La proprietà passò alla famiglia Celeri da Lovere, che la mantenne fino al 1585, quando venne donato ai frati cappuccini.
I monaci operarono diverse modifiche nella struttura, tra cui la mozzatura delle torri e la costruzione della chiesa di san Marco, consacrata nel 1629.
Con le soppressioni di Napoleone nel 1797 i frati abbandonarono il convento, che subì una privatizzazione. Il comune di Iseo riuscì ad acquistarne il possesso negli anni '60 del Novecento e restaurarlo.
Oggi ospita la biblioteca comunale Fulgenzio Rinaldi, la sede di alcune associazioni culturali e la sala civica nella precedente chiesa di San Marco.